# 愛知県道430号足込上黒川線
愛知県道430号足込上黒川線（あいちけんどう430ごう あしこめかみくろがわせん）は、愛知県北設楽郡東栄町から同県同郡豊根村に至る一般県道である。
この道路は終点に近い町村境の山越え区間が未開通で、東栄町から豊根村にこの道を使って行くことはできない。

## 概要

### 路線データ
- 起点：愛知県北設楽郡東栄町足込
- 終点：愛知県北設楽郡豊根村上黒川

## 沿革
- 1959年12月15日 認定

## 通過する自治体
- 愛知県
  - 北設楽郡
    - 東栄町
    - 豊根村

## 接続する道路
- 愛知県道74号阿南東栄線（東栄町足込）

この間に未開通区間あり
- 国道151号（豊根村上黒川）

## 沿線周辺
- 足込川